# Gino Sambuco
Louis „Gino“ Sambuco (* 3. März 1931 in West Hartford, Connecticut; † 4. April 2023 ebendort) war ein US-amerikanischer Geiger, der in Ensembles der zeitgenössischen Musik und des Third Stream tätig war.

## Leben und Wirken
Sambuco war das zweite von fünf Kindern von Louis Sambuco und Jenny Mondazzi. Da er sich schon in jungen Jahren für Musik interessierte, lernten er und sein Bruder John (1928–2001) Geige und spielten zusammen mit ihrem Vater und ihrer Schwester Olga im Familienorchester. Nach seinem Abschluss an der Weaver High School besuchte er als Stipendiat die Juilliard School of Music in New York City. Nach seinem Bachelor-Abschluss trat er dem New Orleans Symphony Orchestra bei, bevor er schließlich endgültig nach New York zog und stellvertretender Konzertmeister des Orchesters der Radio City Music Hall wurde.
Als Leonard Bernstein zu Vorspielen für die New York Philharmonic aufrief, sprach Sambuco vor und erhielt eine Stelle in dem Orchester. In den folgenden Jahren trat er unter der Leitung von Bernstein und vielen anderen Dirigenten auf und unterrichtete gleichzeitig an der Rudolph Steiner School und der Hofstra University. Des Weiteren gründete er auch sein eigenes Streichquartett und spielte Konzerte im Music Mountain Tonstudio. Laut Tom Lord war er zwischen 1963 und 1968 auch an Aufnahmesessions des Orchestra U.S.A. unter Leitung von Gunther Schuller und der Bossa Nova Gruppe Tamba Trio/Four um Luiz Eça (Samba Blim) beteiligt. Mit Schuller und dem Galimir String Quartet nahm auch außerdem „5 Elizabethan Lyrics for Soprano and String Quartet“ (1967) von Richard Donovan auf.